# Phyllanthus jaegeri
Phyllanthus jaegeri är en emblikaväxtart som beskrevs av Jean F.Brunel och Jacobus Petrus Roux. Phyllanthus jaegeri ingår i släktet Phyllanthus och familjen emblikaväxter.
Artens utbredningsområde är Sierra Leone. Inga underarter finns listade i Catalogue of Life.